# 석곡중학교
석곡중학교(石谷中學校)는 대한민국 전라남도 곡성군 석곡면 석곡리에 있는 공립 중학교이다.

## 학교 연혁
- 1958년 2월 28일 : 석곡중학교 설립 기성회 조직
- 1960년 2월 23일 : 공립중학교 인가
- 1960년 5월 2일 : 개교
- 2005년 3월 1일 : 석곡중·목사동중 통합
- 2024년 3월 1일 : 제20대 양승희 교장 부임
- 2025년 1월 7일 : 제63회 졸업 14명 (총 졸업생수 7,285명)

## 참고 자료
- 석곡중학교 - 한국교육학술정보원 학교알리미